# Comando de Aeródromo A (o) 29/VII
El Comando de Aeródromo A (o) 29/VII (Flieger-Horst-Kommandantur A (o) 29/VII) fue una unidad de la Luftwaffe durante la Segunda Guerra Mundial.

## Historia
Fue formado el 15 de junio de 1944 en Herzogenaurach, a partir del Comando de Aeródromo A (o) 13/XII.

## Comandantes
- Mayor Oskar Schmoczer – (15 de junio de 1944 – 15 de septiembre de 1944)
- Mayor Hermann Heise – (15 de septiembre de 1944 – 15 de octubre de 1944)
- Mayor Georg Graf von Platen-Hallermund – (15 de octubre de 1944 – 8 de mayo de 1945)

## Servicios
- junio de 1944 – mayo de 1945: en Herzogenaurach bajo el Comando de Base Aérea 14/VII.